# منتزه لامينغتون الوطني
منتزه لامينغتون الوطني هو منتزه وطني يقع على هضبة لامينغتون في سلسلة جبال ماكفرسون على حدود كوينزلاند/نيو ساوث ويلز في أستراليا. من ساوثبورت، كوينزلاند في غولد كوست يقع المنتزه على بعد 85 كيلومترًا (53 ميلًا) إلى الجنوب الغربي وبريزبان تقع على بعد 110 كيلومترًا (68 ميلًا) شمالًا. يشتهر منتزه لامينغتون الوطني االذي يبلغ مساحته 20600 هكتار (51000 فدان) مُضمن ببيئته الطبيعية والغابات المطيرة وحياة الطيور والأشجار القديمة والشلالات ومسارات المشي والمناظر الجبلية. يحمي المنتزه أجزاء من الغابات المعتدلة في شرق أستراليا.
المناطق المحمية إلى الشرق في منتزه سبرينغبروك الوطني والجنوب على طول سلسلة جبال تويد في منتزه بوردر رينجس الوطني حول جبل وارننغ في نيو ساوث ويلز تحافظ على مناظر طبيعية مماثلة. يعد المنتزه جزءًا من مجموعة البركان الدرعي Shield Volcano Group التابعة لموقع التراث العالمي لغابات غندوانا المطيرة في أستراليا والمدرجة في عام 1986 وتمت إضافتها إلى قائمة التراث الوطني الأسترالي في عام 2007. يعد المنتزه جزءًا من منطقة الطيور المهمة ذات المناظر الطبيعية الخلابة، والتي حُددت على هذا النحو من قبل جمعية الطيور العالمية لما لها من أهمية في الحفاظ على عدة أنواع من الطيور المهددة بالانقراض.
في عام 2009، ضمن جزء من احتفالات كيو 15 Q150، أُعلن عن أن منتزه سبرينغبروك الوطني واحد من أيقونات كيو 150 في كوينزلاند لدوره "كونهُ معلم جذب طبيعي".